# Xanthopimpla townesi
Xanthopimpla townesi là một loài tò vò trong họ Ichneumonidae.